# Ивановка (Оржицкий район)
Ивановка (укр. Іванівка) — село,
Куйбышевский сельский совет,
Оржицкий район,
Полтавская область,
Украина.
Код КОАТУУ — 5323682605. Население по переписи 2001 года составляло 194 человека.

## Географическое положение
Село Ивановка находится на расстоянии в 3 км от села Лазорки.
Рядом проходят автомобильная дорога М-03 и
железная дорога, станция Ивановка в 2-х км.

## История
- 2008 — посёлку Ивановка был присвоен статус село.
- Село указано на специальной карте Западной части России Шуберта 1826-1840 годов как хутор Ивановский[2]